# Eristena murinalis
Eristena murinalis là một loài bướm đêm trong họ Crambidae.